# Dipartimento di Zouérat
Il dipartimento di Zouérat è un dipartimento (moughataa) della Mauritania situato nella regione di Tiris-Zemmour; ha per capoluogo Zouérat, unico comune del dipartimento.